# Òliba de la Hispaniola
L'òliba de la Hispaniola (Tyto glaucops) és un ocell rapinyaire nocturn de la família dels titònids (Tytonidae). Habita zones obertes de l'illa de la Hispaniola, al mar Càrib. El seu estat de conservació es considera de risc mínim.